# Ненад Гладић
Ненад Гладић (Београд, 29. август 1970), познат и под надимком Лепи Брка, српски је гастроном и телевизијски водитељ.

## Биографија
Гладић је рођен у Београду, где је завршио Угоститељско-туристичку школу. Иако су се и његови родитељи, Иван и Драгиња, бавили угоститељством, Ненад је као један од разлога за уписивање ове стручне школе навео могућност учења енглеског језика. Како у новобеоградским блоковима који се налазе уз Саву у то време није било обданишта, детињство је провео уз мајку на послу, која је радила као шеф кухиње у београдским хотелима „Палас” и „Хајат”. Први професионални ангажман Гладић је такође имао у Хајату, што је било повезано са његовим знањем енглеског језика. Након тога, почетком деведесетих, отишао је у Пулу, на одслужење војног рока, који је провео у морнарици ЈНА. У јуну 1991. положио је испит за угоститеље на енглеском језику, и уочи разједињавања Југославије отишао на крузер „Кристална хармонија” (енгл. Crystal Cruises) у власништву јапанско-америчко-норвешке компаније, за коју је наредних шест година радио као конобар. Током путовања овим бродом, Гладић је обишао велики број дестинација на различитим крајевима света, што му је омогућило да упозна културе других народа и њихове националне кухиње. Један од шефова на броду показао му је примерак „Ларусове гастрономске енциклопедије”, која му је касније послужила као приручник за кулинарство. По повратку у родни Београд, Гладић се дужи низ година бавио угоститељством. Године 2010. постао је аутор и водитељ серијала Гастрономад на Радио-телевизији Србије, а потом издао и истоимену књигу са препорукама за кување и путовање. Неколико година касније, Гладић је, заједно са Стевом Карапанџом, почео да снима емисије исте тематике и за телевизију Kitchen. Ожењен је и са супругом Силвијом има сина Димитрија.
Гладић је од средине 2020. године почео да води емисију Домаћинске приче на телевизији Нова. Емисију Гастрономад на Радио-телевизији Србије од 10. сезоне води Катарина Лазаревић Петровић.

## Објављене књиге
- [9]